# Всебічне регіональне економічне партнерство
Всебічне регіональне економічне партнерство , скор. ВРЕП (англ. Regional Comprehensive Economic Partnership, RCEP) — угода про «зону вільної торгівлі плюс» («ЗВТ +»), що охоплює 10 держав-членів Асоціації держав Південно-Східної Азії (АСЕАН) (Бруней, В'єтнам, Індонезія, Камбоджа, Лаос, Малайзія, М'янма, Сінгапур, Таїланд, Філіппіни) і 5 держав, з якими у АСЕАН вже підписані угоди про вільну торгівлю (Австралія, КНР, Нова Зеландія, Республіка Корея і Японія). ВРЕП охоплює 3 розвинені і 12 країн що розвиваються. Початок переговорів було покладено 20 листопада 2012 року на саміті АСЕАН в Камбоджі.
Угода про створення ВРЕП було підписано в Ханої 15 листопада 2020 року. Його запроваджання створить найбільшу в світі зону вільної торгівлі з приблизно 2,2 млрд споживачами і обсягом ВВП у $ 28 трлн, що становить понад 32 % від загального світового обсягу ВВП.

## Передумови створення
З початку Азійської фінансової кризи 1997—1998 рр. АСЕАН, будучи одним з центральних гравців в регіональній економічній інтеграції в Азійсько-Тихоокеанському регіоні (АТР), стала ініціатором спільного подолання економічного спаду. Також почався пошук можливостей подальшого поглиблення зв'язків в регіоні, як партнера країни особливо хотіли бачити Японію, що має фінансові можливості підтримати держави Південно-Східної Азії Таким чином, загальна проблема, яка проявилася у вигляді економічної кризи, стала головною причиною створення в 2001 р на основі існуючого регіонального інтеграційного об'єднання (РІО) нового партнерства, що включає ще 3 країни: Китай, Республіку Корея і Японію. Партнерство вирішено було назвати АСЕАН + 3 або Східноазійська угода про вільну торгівлю, (EAFTA). Надалі з'явилася нова пропозиція співпраці — АСЕАН + 6 або Комплексне економічне партнерство Східної Азії, (CEPEA), що включало також Австралію, Індію і Нову Зеландію . Пропозиція по заснуванню CEPEA було висунуто Японією під час II саміту країн Східної Азії у січні 2007 р зі створенням Інституту економічних досліджень для АСЕАН і Східної Азії (ERIA). Ці механізми призначалися для взаємної підтримки лібералізації і співробітництва.
Подальший аналіз переваг виявив, що країни Східної Азії могли отримати значну користь від CEPEA, причому, чим більше всебічним була б угода, тим більше вигод від нього варто було очікувати. У порівнянні з іншими альтернативами в регіоні об'єднання виглядало вельми привабливо
В 2009 р спільна дослідницька група з представників АСЕАН, Австралії, Індії, Китаю, Нової Зеландії, Республіки Корея і Японії рекомендувала лідерам, які працюють над CEPEA, продовжувати поглиблювати економічну інтеграцію, звужуючи розриви і досягаючи сталого розвитку.
На IV Східно-Азійському Саміті у жовтні 2009 р посадовим особам було запропоновано розглянути обидва інтеграційних об'єднання — EAFTA і CEPEA. У листопаді 2011 р АСЕАН закінчила дебати, запропонувавши власну модель — ВРЕП.
Замість того щоб працювати із заздалегідь визначеним складом учасників, ВРЕП засноване на відкритому приєднанні, що дозволило б кожному з партнерів АСЕАН (Австралії, Індії, Китаю, Нової Зеландії, Республіці Корея і Японії) брати участь або з початку створення об'єднання, або пізніше, коли вони будуть готові приєднатися. Партнерство також буде відкрито для зовнішніх економічних партнерів.
Розуміючи важливість зміцнення східноазійської економічної інтеграції, лідери країн ACEAH у листопаді 2011 р схвалили роботу над створенням ВРЕП, а у листопаді 2012 р на XXI саміті ACEAH прийшли до остаточної думки, що ВРЕП несе в собі можливості ширшої і активнішої взаємодії у порівнянні з вже існуючим в рамках АСЕАН.
Метою переговорів по ВРЕП було оголошено досягнення сучасної, всеосяжної, якісної і взаємовигідної угоди в рамках економічного партнерства між членами АСЕАН і її партнерами по ЗВТ. Станом на кінець 2015 р переговори поширювалися на торгівлю товарами, послугами, інвестиційне співробітництво, економічне і технічне взаємодія, захист прав інтелектуальної власності (ІС), розвиток конкуренції, створення механізму врегулювання суперечок, електронну комерцію Привабливим моментом при формуванні ВРЕП вважається принцип відкритого доступу до інтеграційного об'єднання і офіційного членства, тоді як EAFTA і CEPEA застосовували б пільговий режим тільки після оформлення членства нової держави. Крім того, ВРЕП висловило готовність у перспективі включити в об'єднання і країни, що не належать до Східної Азії, наприклад, центральноазійські держави. Фактично ВРЕП вже реалізує цей принцип, запросивши до свого складу Індію, яка, строго кажучи, відноситься до Південної Азії.

## Місце країн-учасниць ВРЕП у глобальних рейтингах
Місце країн-учасниць ВРЕП у глобальних рейтингах, 2015
| Держава \ Індикатор | Індекс людського розвитку, значення (місце) | Індекс ведення бізнесу, місце в рейтингу | Індекс глобальної конкурентоспроможності, значення (місце) | Глобальний індекс інновацій, значення (місце) |
| ------------------- | ------------------------------------------- | ---------------------------------------- | ---------------------------------------------------------- | --------------------------------------------- |
| АСЕАН               |                                             |                                          |                                                            |                                               |
| Бруней-Даруссалам   | 0,856 (31)                                  | 84                                       | -                                                          | -                                             |
| В'єтнам             | 0,666 (116)                                 | 90                                       | 4,3 (56)                                                   | 38,3 (52)                                     |
| Індонезія           | 0,684 (110)                                 | 109                                      | 4,5 (37)                                                   | 29,8 (97)                                     |
| Камбоджа            | 0,555 (143)                                 | 127                                      | 3,9 (90)                                                   | 30,4 (91)                                     |
| Лаос                | 0,575 (141)                                 | 134                                      | 4,0 (83)                                                   | -                                             |
| Малайзія            | 0,779 (62)                                  | 18                                       | 5,2 (18)                                                   | 46,0 (32)                                     |
| М'янма              | 0,536 (148)                                 | 167                                      | 3,3 (131)                                                  | 20,3 (138)                                    |
| Сингапур            | 0,912 (11)                                  | 1                                        | 5,7 (2)                                                    | 59,4 (7)                                      |
| Таїланд             | 0,726 (93)                                  | 49                                       | 4,6 (32)                                                   | 38,1 (55)                                     |
| Філіппіни           | 0,668 (115)                                 | 103                                      | 4,4 (147)                                                  | 31,1 (83)                                     |
| АСЕАН+3             |                                             |                                          |                                                            |                                               |
| Китай               | 0,727 (90)                                  | 84                                       | 4,9 (28)                                                   | 47,5 (29)                                     |
| Республіка Корея    | 0,898 (17)                                  | 4                                        | 5 (26)                                                     | 56,3 (14)                                     |
| Японія              | 0,891 (20)                                  | 34                                       | 5,5 (6)                                                    | 54,0 (19)                                     |
| АСЕАН+6 (ВРЭП)      |                                             |                                          |                                                            |                                               |
| Австралія           | 0,935 (2)                                   | 13                                       | 5,1 (21)                                                   | 55,2 (17)                                     |
| Індія               | 0,609 (130)                                 | 130                                      | 4,3 (55)                                                   | 31,7 (81)                                     |
| Нова Зеландія       | 0,913 (9)                                   | 2                                        | 5,3 (16)                                                   | 55,9 (15)                                     |

Додатково показники країн позначені кольором. Розшифровка кольорів представлена у наступній таблиці.
|  | Максимальний показник по ВРЕП |
|  | Мінімальний показник по ВРЕП  |

Згідно з даними таблиці, переважаюча частина країн АСЕАН знаходяться на середньому рівні розвитку людського потенціалу (значення в межах 0,5-0,8) за винятком Сингапуру з найвищим індексом людського розвитку (0,912). Розглядаючи той же показник у інших учасників ВРЕП, варто зазначити, що переважають країни з високим індексом (більше 0,8) — Австралія, Нова Зеландія, Республіка Корея і Японія. При оцінці умов ведення бізнесу спостерігається значний розрив між учасниками ВРЕП. Так, Сингапур і Нова Зеландія очолюють рейтинг легкості ведення бізнесу, в той час як, наприклад, М'янма (167) і Лаос (134) демонструють далеко несприятливі умови для підприємницької діяльності. Розташування країн у рейтингу глобальної конкурентоспроможності також виявляє значний розрив між країнами: різниця між максимальним і мінімальним значенням становить 2,4 пункти (Сингапур (5,7) і М'янма (3,3). Показовим також виступає глобальний інноваційний рейтинг, який знову визначає лідируючі позиції розвинених країн у плані стимулювання інновацій (зокрема Сингапуру, Республіки Корея, Нової Зеландії, Австралії і Японії). Проте, для більшості країн ВРЕП характерні низькі індекси інноваційного розвитку.

## Економічний потенціал країн-учасниць ВРЕП
Економічний потенціал країн-учасниць ВРЕП, 2014
| Країна \ Індикатор | ВВП, млрд дол. | Чисельність населення, млн чол. | ВВП на особу, тис. дол. | Площа території, тис. км2 | Експорт, млрд дол. | Імпорт, млрд дол. | ПІІ приток млн дол. | ПІІ відтік млн дол. | Витрати на НДДКР, % ВВП | Зовнішній борг, млрд дол. |
| ------------------ | -------------- | ------------------------------- | ----------------------- | ------------------------- | ------------------ | ----------------- | ------------------- | ------------------- | ----------------------- | ------------------------- |
| Бруней-Даруссалам  | 17,1           | 0,4                             | 42,8                    | 5,7                       | 11,0               | 4,0               | 568,0               | —                   | —                       | —                         |
| В'єтнам            | 186,2          | 90,0                            | 2,0                     | 331,2                     | 147,0              | 139,0             | 9 200,0             | 1 150,0             | 0,2                     | 69,7                      |
| Індонезія          | 984,0          | 252,0                           | 4,0                     | 1 904,6                   | 180,0              | 167,0             | 22 580,0            | 7 077,0             | 0,1                     | 293,2                     |
| Камбоджа           | 16,8           | 15,0                            | 1,1                     | 181,0                     | 7,0                | 10,0              | 1 730,0             | 32,0                | 0,05                    | 7,2                       |
| Лаос               | 11,8           | 6,8                             | 1,7                     | 236,8                     | 3,0                | 4,0               | 721,0               | 2,0                 | 0,04                    | 9,5                       |
| Малайзія           | 326,3          | 30,0                            | 10,9                    | 329,8                     | 231,0              | 194,0             | 10 799,0            | 16 445,0            | 1,1                     | 213,9                     |
| М'янма             | 65,8           | 51,0                            | 1,3                     | 676,6                     | 8,0                | 5,0               | 946,0               | —                   | 0,16                    | 6,6                       |
| Сингапур           | 307,9          | 5,5                             | 56,0                    | 0,7                       | 450,0              | 375,0             | 67 523,0            | 40 660,0            | 2,0                     | 1 330,0                   |
| Таїланд            | 373,2          | 69,0                            | 5,4                     | 513,1                     | 232,0              | 219,0             | 1 256,0             | 7 692,0             | 0,5                     | 140,7                     |
| Філіппіни          | 285,0          | 101,0                           | 2,8                     | 300,0                     | 53,0               | 73,0              | 6 201,0             | 6 990,0             | 0,1                     | 77,7                      |
| АСЕАН              | 2 574,1        | 620,7                           | 4,1                     | 4 479,5                   | 1 322              | 1 190             | 120 268             | 80 048              | —                       | —                         |
| КНР                | 10 354,8       | 1 364,3                         | 7,6                     | 9 596,9                   | 2 252              | 1 949             | 128 500             | 116 000             | 2                       | 949,6                     |
| Республіка Корея   | 1 410,4        | 50,4                            | 28                      | 99,7                      | 628                | 543               | 9 899               | 30 558              | 4,1                     | 425,4                     |
| Японія             | 4 601,4        | 127,1                           | 36,2                    | 377,9                     | 711                | 812               | 2 090               | 113 629             | 3,5                     | 5 180                     |
| АСЕАН+3            | 18 940,7       | 2 162,5                         | 8,8                     | 14 554                    | 4 913              | 4 494             | 260 757             | 309 667             | —                       | —                         |
| Австралія          | 1 454,7        | 23,5                            | 51 854                  | 7 741,2                   | 251                | 246               | 51 854              | −351                | 2,2                     | 1 381                     |
| Індія              | 2 048,5        | 1 295,3                         | 1,6                     | 3 287,2                   | 343                | 508               | 34 417              | 9 848               | 0,8                     | 459,1                     |
| Нова Зеландія      | 199            | 4,5                             | 44,2                    | 267,7                     | 40                 | 41                | 3 391               | −4                  | 1,2                     | 189,8                     |
| АСЕАН+6 (ВРЕП)     | 22 642,9       | 3 485,8                         | 6,5                     | 25 850,1                  | 5 547              | 5 289             | 350 419             | 319 160             | —                       | —                         |

Примітка: Витрати на НДДКР: 2002 (Камбоджа, Лаос, М'янма), 2007 (Філіппіни), 2011 (Австралія, В'єтнам, Індія, Нова Зеландія), 2012 (Малайзія, Сингапур), 2013 (Індонезія, Китай, Таїланд, Південна Корея, Японія).
Аналіз табличних даних дозволяє зробити декілька висновків. В 2014 потенційні країни-учасниці ВРЕП представляли 49 % населення і 19 % всієї території світу. Внесок окремих країн-учасниць у новий інтеграційний блок різний. В рамках АСЕАН найбільшою економікою можна вважати Індонезію, яка забезпечує близько 40 % сумарного ВВП об'єднання, а також є одним з лідерів у зовнішній торгівлі серед країн АСЕАН. Проте економічний потенціал вже значно вище у форматі АСЕАН + 3: валовий продукт становить 24,3 % від світового показника, проти 3,3 % у АСЕАН, а з приєднанням ще трьох країн до партнерства частка підвищиться приблизно до 29 %. Всебічне економічне партнерство країн Східної Азії може стати одним з найзначніших торгових блоків: потенційно партнерство зможе охопити третину світової торгівлі. Найбільший внесок вносять: Китай — 11,7 % світового експорту, Японія — 3,6 %, Республіка Корея — 3,3 % в 2014. У свою чергу інвестиційний потенціал країн об'єднання також можна назвати високим. Так, в 2014 р сукупний приплив іноземних інвестицій в економіки країн ВРЕП склав 28,5 % від світового показника, а відтік інвестицій — 23,6 %. Китай є як найбільшим реципієнтом, так і інвестором капіталу в об'єднанні, його питома вага становить приблизно 37 % у сукупному обсязі припливу і відпливу іноземного капіталу об'єднання. Варто зазначити, що Китай є лідером в об'єднанні за абсолютними витратами на НДДКР, які в 2013 р склали 0,2 трлн дол., Проте у відносному вираженні це лише четвертий результат (2 % ВВП). Лідерами за цим показником у відносному вираженні є Республіка Корея (4,1 % ВВП) і Японія (3,5 % ВВП), які одночасно займають лідируючі позиції у світовому рейтингу країн за рівнем відносних витрат на НДДКР (1 і 5 місце, відповідно).

## Порівняння ВРЕП з іншими РІО по ВВП, чисельності населення і ВВП на душу населення, 2014[28][29]
Всебічне регіональне економічне партнерство на етапі створення є найбільшим РІО за такими показниками як ВВП і чисельністю населення, випереджаючи ЄС і НАФТА. ВРЕП охопить половину світового населення. Проте що стосується ВВП на душу населення, ВРЕП значно відстає від найбільших інтеграційних об'єднань і має показник рівний 6,5 тис. дол., Що в 7 разів менше показника НАФТА, а також в 2 рази менше показника АСЕАН. Таким чином, ВРЕП випереджає інші РІО за масштабами, проте сильно відстає від них за рівнем добробуту.
ВРЕП як перспективний регіональний блок має високі показники обсягів торгівлі порівняно з іншими РІО. З 2001 по 2014 рр. експорт країн блоку ВРЕП виріс з 20,5 % до 27,5 % світового експорту і з 19,3 % до 28,1 % світового імпорту. Важливим є розширення внутрішньо регіональної торгівлі країн-потенційних членів..

## Етапи формування

### 14-19 листопада 2011 р
- Курс на розвиток процесу по утворенню ВРЕП на XIX саміті АСЕАН[32]

### 25 серпня— 1 вересня 2012 р
- Оголошення про початок переговорів щодо угоди про вільну торгівлю, відомому як «Всебічне регіональне економічне партнерство» на 44-й зустрічі економічних міністрів АСЕАН в Сієм-Ріпе (Камбожда)[33]

### Раунд 1: 9-13 травня 2013 року, Бруней
- Зустріч представників з 16 урядів держав, що беруть участь в ВРЕП, для детальних переговорів з метою укладення ВРЕП до кінця 2015 р[34]

### Раунд 2: 23-27 вересня 2013 року, Брисбен, Австралія
- Обговорення лібералізації торгівлі товарами, послугами та інвестицій, економічного і технічного співробітництва, конкуренції, ІС, вирішення спорів та інших питань відповідно до основних принципів

### Раунд 3: 20-24 січня 2014 р Куала-Лумпур, Малайзія
- Продовження технічної роботи за погодженням регулювання торгівлі товарами, послугами та інвестиціями
- Проведення діалогу з питань тарифів, нетарифних заходів, стандартів, технічних регламентів та процедур оцінки відповідності, санітарних і фітосанітарних заходів, а також про митні процедури та сприяння торгівлі
- Проведення семінару з питань ІВ (Малайзія, Японія), галузі послуг і інвестицій (Австралія)

### Раунд 4 31 березня— 4 квітня 2014 р Наньнін, КНР
- Продовження дискусії з нетарифних заходів регулювання зовнішньої торгівлі, технічним регламентам, митних процедур тощо.
- Засідання нової робочої групи з питань ІВ, конкуренції, а також економічного і технічного співробітництва

### Раунд 5: 21-27 червня 2014 р Сингапур
- Обговорення у рамках Комітету з переговорів з торгівлі питань, пов'язаних з торгівлею товарами і послугами, рухом інвестицій, економічної і технічної кооперацією, ІС, конкуренцією
- Підготовка наради на рівні міністрів[35]

### Раунд 6: 1-5 грудня 2014 р Нью-Делі, Індія
- Інформування бізнесу про цілі ВРЕП
- Створення семінару з питань електронної комерції[36]

### Раунд 7: 9-13 лютого 2015 року, Бангкок, Таїланд
- Зустріч експертів з електронної комерції[37]

### Раунд 8: 5-13 червня 2015 року, Кіото, Японія
- Обговорення питань лібералізації інвестиційних потоків, зниження тарифів (в тому числі експортних)[38]

### Раунд 9: 3-7 серпня 2015 року, Нейпьїдо, М'янма
- Пошук вирішення питання нерівномірного оподаткування імпортними митами однорідних товарів[39]

### Раунд 10: 12-16 жовтня 2015 року, Пусан, Республіка Корея
- Зустріч чиновників і представників бізнес-середовища
- Обговорення можливостей організації бізнесу через електронний простір[40]

### Раунд 11: 15-19 лютого 2016 р Бруней
- Фокус на просуванні товарів і послуг, консультацій з інвестиційної діяльності
- Попередні переговори за програмою на 2016 р[41]

### Раунд 12: квітень 2016 р Перт, Австралія
- Обговорення доступу на ринок товарів, послуг, захисту прав інтелектуальної власності, електронної торгівлі[42][43]
- Всі сторони представили пропозиції щодо положень про торгівлю товарами, послугами та інвестицій.[44]

### Раунд 15: 15 листопада 2020 р Ханой, В'єтнам
- За 8 років після початку переговорів всі держави-учасники (за винятком Індії)[45][46] підписали угоду[47][48] про створення союзу вільної торгівлі. З огляду на складну епідеміологічну ситуацію документ підписали в форматі відеоконференції[5].

## Мета і принципи
Мета — створення «ЗВТ +» в АТР.
Основні принципи, які покладені в основу функціонування ВРЕП:
1. Як загальна концепція, так і конкретні дії організації мають відповідати принципам і нормам СОТ;
2. У своїй практичній діяльності ВРЕП необхідно ретельно враховувати відмінності партнерів, проявляючи особливу обережність відносно найслабіших з них;
3. ВРЕП має бути відкрито для країн поза його зони, в тому числі партнерів за двосторонніми угодами і вільну торгівлю.

## Економічне співробітництво країн-учасниць партнерства що формується
Під економічним співробітництвом регіону розуміється зовнішня торгівля, а також переміщення інвестицій в межах об'єднання. Нижче представлені дані, які показують яскраво виражене зростання внутрішньорегіональної торгівлі між країнами ВРЕП.
Обсяг внутрішньорегіональної торгівлі в ВРЕП у 2002—2014 рр. виріс в 5 разів. Рівень внутрішньо регіональної торгівлі хоч і має позитивну динаміку, за той же період зріс лише на 4 процентних пункти і становить менше 50 % від товарного експорту країн ВРЕП.
Збільшення інтенсивності взаємних товаропотоків у переважній більшості країн ВРЕП сприяє прискоренню інтеграційних процесів у регіоні. Найактивніше процес переорієнтації зовнішньоекономічних зв'язків на регіональний ринок розгортається в Австралії, Брунеї, Індонезії, Камбоджі, Лаосі, Малайзії і Філіппінах. Усередині формується об'єднання країни в основному торгують машинами та обладнанням (30 % внутрішньо регіональної торгівлі), мінеральними продуктами (17 %), а також недорогоцінними металами (8 %), хімічної (6 %) і текстильної (5 %) продукцією (дані за 2014 р .)
| Держава/рік       | 2010   | 2011     | 2012     | 2013     | 2014     |
| ----------------- | ------ | -------- | -------- | -------- | -------- |
| Китай             | 951,16 | 1 146,09 | 1 175,73 | 1 235,88 | 1 296,76 |
| Японія            | 688,17 | 796,94   | 790,82   | 719,36   | 695,13   |
| Республіка Корея  | 424,48 | 511,32   | 503,27   | 509,74   | 511,33   |
| Сингапур          | 365,59 | 419,78   | 426,55   | 421,41   | 417,2    |
| Австралія         | 270,37 | 336,52   | 339,98   | 334,74   | 322,88   |
| Малайзія          | 219,86 | 254,13   | 267,33   | 274,81   | 275,42   |
| Таїланд           | 214,82 | 252,31   | 272,62   | 266,85   | 258,84   |
| Індонезія         | 194,12 | 254,42   | 254,6    | 244      | 229,62   |
| Індія             | 152,79 | 201,48   | 197,15   | 191,44   | 194,91   |
| В'єтнам           | 91,06  | 118,36   | 134,55   | 153,68   | 169,79   |
| Філіппіни         | 63,65  | 63,41    | 67,1     | 67,91    | 76,2     |
| Нова Зеландія     | 36,51  | 42,07    | 44,18    | 46,89    | 48,3     |
| М'янма            | 14,79  | 19,87    | 23,2     | 28,31    | 43,64    |
| Камбоджа          | 4,25   | 5,85     | 6,94     | 8,57     | 17,71    |
| Бруней-Даруссалам | 10,61  | 16,6     | 16,27    | 16,04    | 14,62    |
| Лаос              | 4,91   | 6,54     | 8,45     | 10,01    | 11,41    |

Протягом 2010—2014 рр. спостерігається зростання обсягів зовнішньоторговельного обороту між країнами-учасницями партнерства. Лідерами з експорту та імпорту товарів в рамках об'єднання є КНР, Японія і Республіка Корея, проте для них значимість зовнішньої торгівлі з партнерами по ВРЕП помітно нижче в порівнянні з малими економіками об'єднання.
| Держава           | 2010 | 2011 | 2012 | 2013 | 2014 |
| Бруней-Даруссалам | 99   | 99   | 98   | 98   | 94   |
| М'янма            | 84   | 86   | 86   | 88   | 93   |
| Лаос              | 70   | 75   | 77   | 78   | 83   |
| Австралія         | 73   | 74   | 75   | 77   | 76   |
| Малайзія          | 60   | 61   | 64   | 64   | 64   |
| Індонезія         | 65   | 66   | 67   | 66   | 62   |
| Сингапур          | 57   | 58   | 58   | 59   | 59   |
| Нова Зеландія     | 57   | 57   | 58   | 60   | 58   |
| Філіппіни         | 55   | 55   | 57   | 57   | 57   |
| Таїланд           | 54   | 55   | 56   | 57   | 56   |
| Японія            | 46   | 46   | 46   | 45   | 45   |
| Республіка Корея  | 46   | 46   | 46   | 45   | 45   |
| В'єтнам           | 46   | 48   | 48   | 46   | 44   |
| Камбоджа          | 16   | 18   | 19   | 22   | 28   |
| Китай             | 25   | 26   | 26   | 26   | 26   |
| Індія             | 23   | 22   | 21   | 20   | 18   |

| Держава           | 2010 | 2011 | 2012 | 2013 | 2014 |
| Лаос              | 94   | 91   | 93   | 96   | 95   |
| М'янма            | 94   | 93   | 94   | 94   | 94   |
| Камбоджа          | 68   | 75   | 77   | 70   | 84   |
| Бруней-Даруссалам | 79   | 82   | 71   | 70   | 81   |
| В'єтнам           | 70   | 71   | 73   | 74   | 74   |
| Індонезія         | 68   | 68   | 67   | 67   | 68   |
| Малайзія          | 61   | 61   | 62   | 62   | 61   |
| Таїланд           | 60   | 57   | 58   | 56   | 58   |
| Філіппіни         | 59   | 56   | 55   | 54   | 58   |
| Нова Зеландія     | 60   | 57   | 59   | 58   | 57   |
| Австралія         | 55   | 52   | 53   | 55   | 55   |
| Сингапур          | 53   | 50   | 49   | 48   | 48   |
| Японія            | 49   | 49   | 48   | 47   | 48   |
| Республіка Корея  | 49   | 46   | 44   | 44   | 43   |
| Китай             | 40   | 38   | 35   | 34   | 34   |
| Індія             | 29   | 29   | 28   | 27   | 30   |

Країни-учасниці ВРЕП займають велику частку у загальному експорті таких держав, як Бруней-Даруссалам (94 %), М'янма (93 %), Лаос (83 %) і Австралія (76 %) і в імпорті в таких країнах, як Лаос (95 %), М'янма (94 %), Камбоджа (84 %), Бруней-Даруссалам (81 %) і В'єтнам (74 %). Це обумовлено тим, через торгові бар'єри що скасовуються розвинені країни отримають додатковий ринок збуту продукції, а найменш розвинені країни — доступ на ринки розвинених країн і підвищення конкурентоспроможності власної продукції. Так зовнішньоторговельний оборот В'єтнаму з країнами, що входять в ВРЕП, з 2010 р по 2014 р збільшився на 86 %, Лаосу — на 132 %, М'янми — на 194 %, Камбоджі — на 316 %.
На частку країн-учасниць ВРЕП доводиться 14,7 % світових накопичених інвестицій (2014 р.). За період 2007—2014 рр. обсяг інвестування всередині регіонального об'єднання збільшився з 9,4 млрд дол. до 23,9 млрд дол.

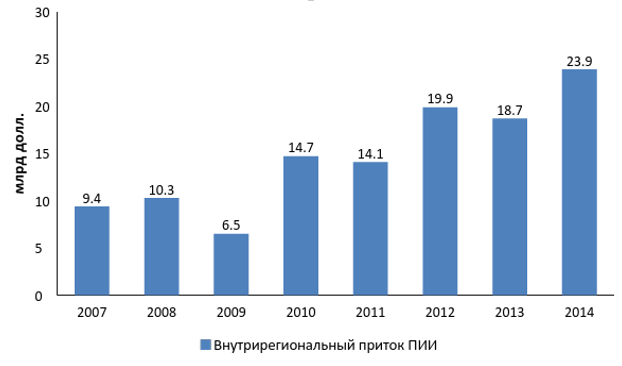
Взаємний приплив ПІІ у країнах ВРЕП в 2007—2014 рр., млрд дол.

Основними інвесторами серед країн-учасниць об'єднання є країни АСЕАН + 3: Японія, Республіка Корея і КНР. Найбільшими реципієнтами — країни, що входять до складу АСЕАН + Китай
Японія за 2012—2014 рр. інвестувала в країни АСЕАН понад 60 % своїх прямих закордонних інвестицій: 20 % — в Китай і менше 10 % — в Індію. Республіка Корея за 2012—2014 рр. направила 13,4 млрд дол. інвестицій в країни АСЕАН: близько 7 млрд дол. — в Китай і понад 3 млрд дол. — в Індію.

## Інтереси країн-учасниць
Спільними інтересами для всіх країн-учасниць ВРЕП є лібералізація торгівлі для зниження вартості продукції, виходу на нові ринки збуту і, отже, нарощування експортно-імпортних потоків, розширення інвестиційного співробітництва, налагодження політичних і економічних зв'язків між окремими державами для підвищення рівня добробуту в країнах-учасницях ВРЕП.
При прогнозуванні результатів участі країн в об'єднанні на 2030 р виконаному К. Ітакура, використаний наступний сценарій: зниження тарифів на 75 %, полегшення транспортування товарів, зниження бар'єрів торгівлі послугами на 7 %.
| Держава          | Добробут | ВВП | Експорт | Імпорт | Інвестиції |
| АСЕАН            |          |     |         |        |            |
| В'єтнам          | 1,7      | 2,2 | 2,7     | 2,7    | 4,0        |
| Індонезія        | 0,9      | 1,0 | 2,0     | 2,2    | 1,2        |
| Камбоджа         | 3,2      | 8,0 | 6,4     | 6,8    | 20,2       |
| Лаос             | 1,3      | 1,3 | 1,1     | 2,6    | 2,8        |
| Малайзія         | 0,6      | 1,6 | 2,9     | 3,8    | 4,9        |
| М'янма, Бруней   | 1,1      | 0,7 | 0,8     | 1,6    | 1,4        |
| Сингапур         | 1,3      | 1,6 | 1,7     | 2,5    | 3,8        |
| Таїланд          | 0,4      | 3,1 | 5,3     | 6,1    | 7,7        |
| Філіппіни        | -0,3     | 1,1 | 1,8     | 1,6    | 2,0        |
| АСЕАН+3          |          |     |         |        |            |
| Китай            | 0,3      | 0,9 | 3,4     | 4,6    | 0,7        |
| Японія           | 0,6      | 0,7 | 2,4     | 4,3    | 2,8        |
| Республіка Корея | 2,8      | 3,9 | 5,9     | 9,3    | 22,4       |
| АСЕАН+6 (ВРЕП)   |          |     |         |        |            |
| Австралія        | 0,8      | 0,5 | 1,5     | 3,3    | 2,1        |
| Індія            | 0,0      | 1,2 | 2,9     | 3,9    | 2,8        |
| Нова Зеландія    | 0,5      | 0,9 | 1,7     | 3,1    | 2,7        |

Аналізуючи таблицю, можна зробити висновок про те, що всі країни-учасниці збільшать свій реальний ВВП після вступу в ВРЕП в результаті лібералізації торгівлі та стимулювання припливу інвестиції в регіон. Після того, як інвестиційні зобов'язання учасників вступлять в силу, ризик країни кожного учасника знизиться, що викличе подальше зростання реального ВВП і припливу інвестицій в регіон. Крім того, завдяки лібералізації торгівлі відбудеться зростання взаємної торгівлі, і в цілому збільшення добробуту в більшості країн-учасниць ВРЕП.
Трійка лідерів — бенефіціарів по кожному з 5 напрямків:
- Добробут: Камбоджа + 3,2 %, Республіка Корея + 2,8 %, В'єтнам + 1,7 %
- ВВП: Камбоджа + 8,0 %, Республіка Корея + 3,9 %, Таїланд + 3,1 %
- Експорт: Камбоджа + — 6,4 %, Республіка Корея + 5,9 %, Таїланд + 5,3 %
- Імпорт: Республіка Корея + 9,3 %, Камбоджа + 6,8 %, Таїланд + 6,1 %
- Інвестиції: Республіка Корея + 22,4 %, Камбоджа + 20,2 %, Таїланд + 7,7 %

Таким чином, найбільшу економічну вигоду від створення ВРЕП отримають такі країни, як Камбоджа, Республіка Корея і Таїланд, найменшу — Філіппіни. Далі вони розглянуті докладніше:

#### Камбоджа
Зниження імпортних тарифів в рамках ВРЕП для Камбоджі грає ключову роль в подальшому економічному розвитку країни. З огляду на, що держава достатньо імпортозалежна і більшість підприємств активно використовують імпортні комплектуючі, то лібералізація ввезення товарів знижує вартість ведення бізнесу в Камбоджі і стимулює розвиток підприємництва (країна стає більш привабливою для інвесторів). Крім того, сама по собі лібералізація торгівлі дає поштовх розвитку компаніям, які займаються зовнішньоекономічною діяльністю. Як результат, для Камбоджі прогнозується зростання експорту, імпорту, притоку інвестицій, а, отже, зростання ВВП і добробуту населення.

#### Республіка Корея
Через те що країни, що входять в ВРЕП, є головними торговельними партнерами Республіки Корея (54,3 % експорту, 44 % імпорту Республіки Корея доводилося на ринок ВРЕП в 2014 р) і частка їх інвестицій в Республіку Корея на 2012 р склала 15 %, то ефект від лібералізації торгівлі та розширення інвестиційного співробітництва з відповідними країнами для Республіки Корея буде досить високим порівняно з іншими країнами-учасницями ВРЕП.

#### Таїланд
Відповідно до думки деяких експертів, Таїланд — досить приваблива для інвесторів економіка з великим потенціалом в автомобілебудуванні, що виділяє її на тлі інших країн АСЕАН і підсилює можливі позитивні ефекти від вступу в ВРЕП. Крім того, учасники ВРЕП — головні торгові партнери Таїланду (56 % експорту, 58 % імпорту країни в 2014 р доводилося на країни-учасниці ВРЕП).

#### Філіппіни
Для Філіппін ВРЕП може стати хорошим шансом для розвитку економіки країни, так як об'єднання включає її двох головних торгових партнерів — Китай і Японію. Однак нерозвинена інфраструктура, невелика промислова база укупі з адміністративними бар'єрами для зарубіжних інвесторів заважають Філіппінам розвивати свою економіку, тому якщо не будуть проведені реформи для усунення існуючих проблем, то до 2030 р ефект участі в ВРЕП для даної країни залишиться негативним, згідно з таблицею.
 Якщо розглядати  найбільші вигоди для кожної країни від вступу в ВРЕП, то для В'єтнаму, Камбоджі, Лаосу і Малайзії, Сингапуру, Таїланду, Філіппін і Республіки Корея найбільше зростання відносних показників очікується у галузі інвестицій. Індонезія і Китай можуть отримати найбільший відносний приріст експорту. Імпорт Австралії, Нової Зеландії, Індії та Японії отримає найбільший приріст у порівнянні з іншими показниками цих країн, розглянутими в таблиці.

## Критика
Динамічний розвиток АТР обумовлює інтерес країн інших регіонів до створення з ним зон вільної торгівлі. ВРЕП і Транстихоокеанське партнерство (ТТП) — багатосторонні ініціативи, які об'єднують ключових гравців цього регіону, проте паралельний розвиток цих ініціатив може призвести не до зміцнення співробітництва, а до поляризації обстановки в регіоні. Учасники угоди по ТТП — Канада, Мексика, США в Північній Америці, Перу і Чилі в Південній, Бруней, В'єтнам, Малайзія, Сингапур, Японія в Азії, а також Австралія і Нова Зеландія. Існує думка, що ідея ВРЕП просувалася Китаєм як альтернатива ТТП і розвивалася в рамках боротьби Китаю і США за вплив у регіоні. У той же час не виключається і сценарій співробітництва, хоча вступ КНР до ТТП або США до ВРЕП малоймовірно. Не виключено, що конкуренція між ВРЕП і ТТП може привести до конфліктів між розвиненими і країнами, що розвиваються в АТР.
Формат ВРЕП не включає вимог, що значно виходять за рамки зобов'язань в СОТ країн-учасниць переговорів. Крім того, планується лібералізація торгових режимів з урахуванням національної специфіки і різниці в рівнях розвитку економік країн-учасниць. Саме істотні диспропорції в рівні економічного розвитку є основним джерелом протиріч в переговорах по формуванню ВРЕП: в рамках партнерства яскраво виражений поділ сторін на розвинені і країни що розвиваються. До перших можна віднести Австралію, Бруней, Нову Зеландію, Республіку Корея, Сінгапур, Японію. До другої групи входять В'єтнам, Індія, Індонезія, Камбоджа, Китай, Лаос, Малайзія, М'янма, Таїланд, Філіппіни. Наявність подібного розриву в рівні розвитку країн ВРЕП робить вкрай складним для учасників переговорного процесу досягнення консенсусу з багатьох питань (тарифи, доступ на ринок послуг, митні процедури тощо) Навіть за умови обговорення перехідних періодів і спеціальний та диференційний режими для менш розвинених країн.
Існують також відмінності у підходах до визначення ступеня відкритості ринків. У деяких учасників викликає занепокоєння той факт, що до спочатку заявленим 3 розділів переговорів (торгівля товарами, торгівля послугами, інвестиції) під тиском окремих країн (Японія, Республіка Корея, Австралія, Нова Зеландія) додалися нові розділи, що включають спірні питання у галузі ІВ (зокрема, патентний захист фармацевтичної продукції) та у галузі екології (жорсткі екологічні стандарти і розширення доступу на ринки екологічних товарів).
Через що, можливо, в підсумкову угоду не будуть включені розділи, присвячені держзакупівлям і трудовим стандартам, що викликає невдоволення Австралії і Нової Зеландії.
Багатьом іншим учасникам угоди також доведеться піти на поступки. ВРЕП, наприклад, становить загрозу Індії, так як воно спрямоване на заохочення приватизації і надання прав великим корпораціям, що може обмежити здатність держави регулювати внутрішню політику в інтересах суспільства. Через що громадяни Індії виступали проти входження у ВРЕП. Крім того, для успіху переговорів Індії доведеться піти на суттєві поступки у галузі зниження тарифів і патентного права. Китаю, можливо, доведеться взяти на себе зобов'язання у галузі підвищення транспарентності технічного регулювання та розширення сфер застосування міжнародних стандартів, удосконалення системи захисту прав інтелектуальної власності, а також погодитися на лібералізацію деяких галузей сектора послуг (фінансових, телекомунікаційних). У багатьох аспектах на істотні поступки доведеться піти країнам — членам АСЕАН, особливо тим, які не беруть участі в переговорах про формування ТТП. Ці поступки стосуватимуться лібералізації тарифів, торгівлі послугами, ПІІ, технічних бар'єрів, правил конкуренції. Так як Австралія, Нова Зеландія, Японія, Республік Корея підтримують і будуть виступати з пропозиціями глибокої лібералізації практично в усіх напрямках (крім сільського господарства і субсидій в рибальстві), а також з урахуванням того, що перші три країни є учасниками транстихоокеанський партнерства, взаємні поступки можуть призвести до розширення вільної торгівлі і зниження протекціонізм а в інших сферах у порівнянні із зобов'язаннями в діючих ЗВТ АСЕАН + 1, що може привести до значних втрат деяких учасників угоди.